# Mohammadi Chahid
Mohammadi Chahid, né à Tanger (Maroc) le 10 février 1952, est un homme politique belge socialiste francophone, député bruxellois de 2004 à 2014 et conseiller communal à Molenbeek-Saint-Jean depuis janvier 2001.

## Biographie
Il a obtenu 3 674 voix comme troisième suppléant sur la liste PS aux élections régionales bruxelloises de 2004 et 2 670 à celles de 2009. Suppléant appelé à siéger dès le début de la législature en 2004, il l'est à nouveau après les élections régionales de 2009.
Son fils Ridouane Chahid, membre du cabinet de la ministre fédérale Laurette Onkelinx depuis 2003, est devenu vice-président du conseil d'administration de la Société des transports intercommunaux de Bruxelles en 2008

## Décoration
- Chevalier de l'ordre de Léopold (2014)[6].